# 差距分析
差距分析（gap analysis）在管理学中是指理想性能（或潛在性能）和實際性能的差距。可能是針對組織或是產品來進行的分析。
針對組織的差距分析會識別組織的最佳资源分配，以及現有分配情形的差距，可以以此看出可以改善的部份。可以先識別企業需求以及目前能力之間的差距，以文件記錄，並且進一步改善。只要可以知道某一產業在表現上的期待，就可以比較公司目前表現和理想表現的差距，此一差異即為差距分析。在企業的策略層面或是營運層面也可以進行類似的分析。
差距分析可以用在不同的層面，例如：
1. 组织（例如人力資源）
2. 營運方向
3. 业务过程
4. 信息技术
5. 針對特定標準的符合程度

差距分析可以用來確認若要達到某一特定目標（例如配合系統，讓薪資付款流程從紙本作業改為無紙化的電子流程），需要投入的時間、資金以及人力。  

## 差距分析和新產品
是否需要新產品，或是在現有產品線擴充，這是產品組合分析時會出現的問題，尤其在使用BCG矩陣分析時，或是依循使用者需求趨勢的流程中也會出現此一問題。某些情形下，現有產品可提供的機能和顧客需求的機能之間有些落差。企業為了生存，需要設法補足此一落差。
差距分析可以找出市場中的這些差距。將預設的獲利和期望的獲利比對，就會出現「計劃差距」（planning gap）。一般來說這就會是新活動（特別是新產品）的目標。計劃差距又可以分為用途差距（usage gap）、現有差距（existing gap）及產品差距（product gap）。

### 用途差距
用途差距（usage gap）是行銷上的產品用途以及實際客戶使用產品方式的差距。要計算這類資料，需要有：
- 行銷上的產品用途
- 現有的產品用途

### 現有用途
現有顧客的用途組成了目前的市場，也可以計算出在總市場中所佔的比例。這一般是從市場研究中得到的資料，最準確的是由小樣本連續性研究（panel research），不過也有一些臨時性的研究。有時可以由政府或產業界整理的資料來得到相關資訊，不過政府資料在市場研究的幫助可能有限。用途差距是
用途差距 = 市場潛力 – 現有用途
上述的計算很重要。大部份的行銷人員在考慮擴展計劃時，會用有現有的市場佔比再考慮預測的時間來評估。這是比較合理的假設，不過可能對於市場的擴張作了不必要的限制。例如原來攝影機的市場可能只限於可以負擔高價位的專業使用者，但在一段時間後，隨著技術的演進及成本的降低，一般大眾也可以使用。
用途差距對品牌領導者非常重要，若某公司佔有市場中相當的比例，此公司比較會願意繼續投資來使市場更大。較小的品牌比較不容易有這種機會，不過仍可以在市場擴張時，因著提供某些特殊的產品或服務而獲利。
所有其他的差距都和已有銷售金額和市場總金額之間的差距有關。這些差距就是競爭對手的佔比，因此這部份的差距和競爭活動有關。

### 產品差距
產品差距（product gap），有時也稱為區隔（segment）或定位差距（positioning gap），是指特定組織產品或服務被排除在市場以外的情形。這是因為市場有一些區隔，該產生在一些區域中無法缺少提供所需的產品，或是組織提供此產品的方式排除了一些潛在的客戶，可能對這些客戶而言，比較適合競爭型的產品。
市場區隔可能是因為刻意的政策所造成。區隔和市場定位都是有力的行銷技術，但要如何區隔是需要權衡的。另一方面，產品的差距也有可能是事先設定的。組織已思考過其產品的定位，其產品是針對市場中特定一部份的客戶。
若是組織希望有生產力的輸入。產品差距可能是計劃差距的主要內容之一。會強調正確定位的重要性。

## 用來改善流程
差距分析可以用來分析一個流程的理想輸出以及實際輸出之間的差距。
以下的步驟就是一個例子：
- 識別現有的流程：用魚竿釣魚
- 識別現有的輸出：每天可以釣到20條魚
- 識別理想的輸出：理想輸出是每天100條魚
- 識別並且記錄差距：差距是80條魚
- 識別可以達到理想輸出的方式：另一種方式是用漁網捕魚
- 發展填補差距的方式：取得漁網並且用來捕魚
- 發展橋接差距的需求以及排優先順序[2]

差距分析也可以用來比較各個流程的差異，對比的流程可能是透過基準測試得到的。此情形可能會一項一項的比對流程，找到其差異。可以分析其差異，確認是否有需要改變為對比的流程。分析的結果（變更流程的優點以及缺點）可以幫助管理者維護現有的流程、導入新的流程、或是將二個流程整合成另一個流程。